# Hydriomena alterata
Hydriomena alterata är en fjärilsart som beskrevs av W. Warren 1907. Hydriomena alterata ingår i släktet Hydriomena och familjen mätare. Inga underarter finns listade i Catalogue of Life.